# 丹尼·菲利普
丹尼·菲利普（英語：Danny Philip；1953年8月5日—），所罗门群岛政治人物、外交官，前任所罗门群岛总理。

## 政治生涯
1984年，丹尼·菲利普首次当选国民议会议员，此后连任4届议员至2001年。2010年8月，菲利普再次当选议会议员，并当选新一任总理。2011年11月，因部分内阁成员和执政联盟议员转投反对党，菲利普为避免议会的不信任投票而辞去总理职务。